# Голованово (хутор, Рязанская область)
Голованово — хутор в Клепиковском районе Рязанской области. Входит в состав Бусаевского сельского поселения.

## География
Находится в северной части Рязанской области на расстоянии приблизительно 25 км на юго-восток по прямой от районного центра города Спас-Клепики.

## История
В 1897 году здесь (хутор Голованово Лаптевых Рязанского уезда Рязанской губернии) было учтено 2 двора.

## Население
Численность населения: 23 человека (1897 год), 2 в 2002 году (русские 50 %, белорусы 50 %), 2 в 2010.